# کیرا سجویک
کیرا سجویک (به انگلیسی: Kyra Sedgwick) (زاده ۱۹ اوت ۱۹۶۵) بازیگر آمریکایی است.

## گزیده فیلم‌شناسی
فهرست برخی از فیلم‌هایی که کیرا سجویک در آنها به ایفای نقش پرداخته است:
- کانزاس
- متولد چهارم ژوئیه
- آقا و خانم بریج
- مجردها
- چیزی برای گفتن
- درد زایمان
- مونتانا
- پدیده
- شیرهای دست دوم
- نقشه بازی
- مردی روی لبه
- تسخیر
- عزیزانت را بکش
- تحقیر
- کلر
- به من برس
- آستانه هفده‌سالگی
- زندگی کوتاه
- معشوق
- مراقبت‌های ویژه
- آسمان بزرگ
- فقط یک بوسه
- دزدان دریایی
- از دست‌دادن چیس
- مرد جنگلی
- غارنشین
- پشت در قرمز
- تسلیم